# Cnemaspis scalpensis
Espèce
Synonymes
- Gymnodactylus scalpensis Ferguson, 1877
- Cnemaspis ranwellai Mendis Wickramasinghe, 2006

Cnemaspis scalpensis est une espèce de geckos de la famille des Gekkonidae.

## Répartition
Cette espèce est endémique du Sri Lanka.

## Description
Cnemaspis scalpensis mesure de 30 à 35 mm, queue non comprise.

## Publication originale
- Ferguson, 1877 : Reptile fauna of Ceylon. Letter on a collection sent to the Colombo Museum, Herbert, Ceylon